# Francisco Javier Galdeano
Francisco Javier Galdeano, nacido el 7 de diciembre de 1949 en Iguzquiza, (Navarra, España) fue un ciclista español, profesional entre los años 1971 y 1974, durante los que consiguió una única victoria. Uno de sus hermanos Jesús Galdeano también fue ciclista profesional logrando 26 victorias.
Debutó en el año 1971 con el equipo Kas, pero un precipitado debut en el Tour de Francia al que llegó enfermo y tras forzar para lograr finalizar la prueba, le dejó convaleciente hasta el punto de truncar una prometedora carrera profesional.

## Palmarés
1971
- 1 etapa de la Vuelta a Aragón

## Resultados en Grandes Vueltas y Campeonato del Mundo
Durante su carrera deportiva ha conseguido los siguientes puestos en las Grandes Vueltas y en los Campeonatos del Mundo en carretera:
| Carrera         | 1971 | 1972 | 1973 | 1974 |
| --------------- | ---- | ---- | ---- | ---- |
| Giro de Italia  | -    | Ab.  | -    | -    |
| Tour de Francia | 73.º | -    | -    | -    |
| Vuelta a España | -    | -    | -    | -    |
| Mundial en Ruta | -    | -    | -    | -    |

-: No participa

Ab.: Abandono

## Equipos
- Kas (1971-1974)